# おしゃぶり誘発顎顔面変形症
おしゃぶり誘発顎顔面変形症（おしゃぶりゆうはつがくがんめんへんけいしょう、英：pacifier-induced facial deformity syndrome:PFDS）とは乳幼児が市販おしゃぶりを長時間・長期間常用することにより発症する一連の病態。主な症状として、顎顔面変形・歯列変形・口唇変形・低位舌・咀嚼不全・発語構音不全・口呼吸など子供の一生にかかわる重篤な症状を示す。

## 疫学
米津らが1997年10月から1999年3月の間に生まれた1120人を対象に行った調査によると、おしゃぶりを使っていた子供は1歳6カ月で使っていた68人のうち21人（30.9%）が開咬だったが、2歳では46人のうち29人（63%）が開咬、3歳では9人のうち7人（77.8%）が開咬、2人（22.2%）が交叉咬合で、おしゃぶりを使っていた全員が、噛み合わせの異常を起こしていた。
また、おしゃぶりを使用していた小児は開咬、交叉咬合の発現率が極めて高率で、上顎乳歯列弓幅径の狭小と下顎乳歯列弓幅径の拡大が認められ、おしゃぶりの使用が乳幼児の歯列、顎顔面領域の形成に深刻な悪影響を及ぼすことがWarrenら、Adairら、Zardettoらのコーホート調査などから明らかになっている。

## 原因
おしゃぶり誘発顎顔面変形症は、乳幼児が市販おしゃぶりを長時間・長期間常用することにより発症する。おしゃぶりは指しゃぶりに比べ、遥かに長時間使用することが多く、おしゃぶりに使われているシリコンやゴムの弾力が、矯正治療に使用する矯正装置と同じ矯正力として働くため歯列や顎骨を変形させるような重篤な症状が発症する。

## 症状

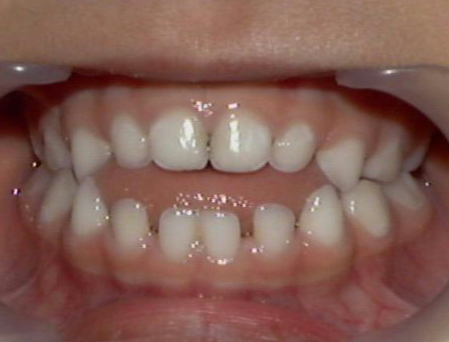
PFDS（開咬）を発症した３歳児

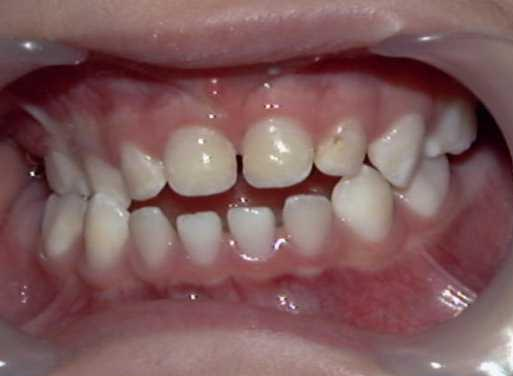
PFDS（開咬・交叉咬合）を発症した3歳児

初期は軽度の歯列変形症と顎変形症の合併症が主な症状であるが、口唇変形・低位舌・舌癖等、軟組織の偏位変形や悪習癖の獲得が定着すると成長ベクトルに変化が起こり重症化する。
主な症状として、顎顔面変形・歯列変形・口唇変形・低位舌・咀嚼不全・発語構音不全・口呼吸があげられる。

### 主要症状
主要症状は大きく顎顔面変形・歯列変形・軟組織偏位変形・機能不全の4つに分けられる。
- 顎顔面変形として、上顎前突、下顎前突、顎骨変形、顔面変形、上顎骨劣成長、下顎骨過成長、上下顎骨不調和成長。
- 歯列変形として不正咬合、開咬、交叉咬合、反対咬合、上下顎正中不一致、正中離開。
- 軟組織偏位変形として口唇変形（への字口唇）・低位舌・舌癖・小帯異常。
- 機能不全として咀嚼不全、発語構音不全、口呼吸。

骨が柔らかく機能もまだ確立していない成長のもっとも著しい乳幼児期に、おしゃぶりのゴムやシリコンの微弱な圧力が一種の矯正装置として働き、瞬く間に顎骨を変形、歯列を悪化させ舌や口唇などの軟組織まで偏位、変形する。正常な筋機能などを獲得する前におしゃぶりの矯正力が乳幼児の顎口腔系に作用するため、偏位変形した異常な状態がその児童の個性となってしまい、のちのちその個性を健常な状態に戻すのは困難を極める。

## PFDS発症メカニズム

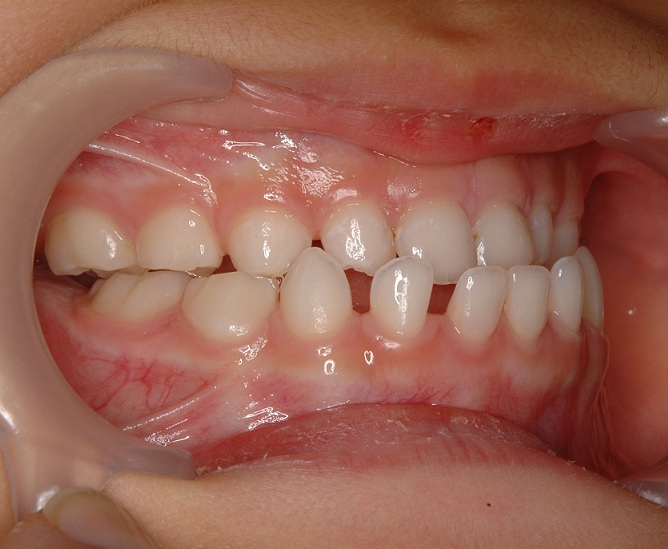
PFDS低位舌による下顎前突

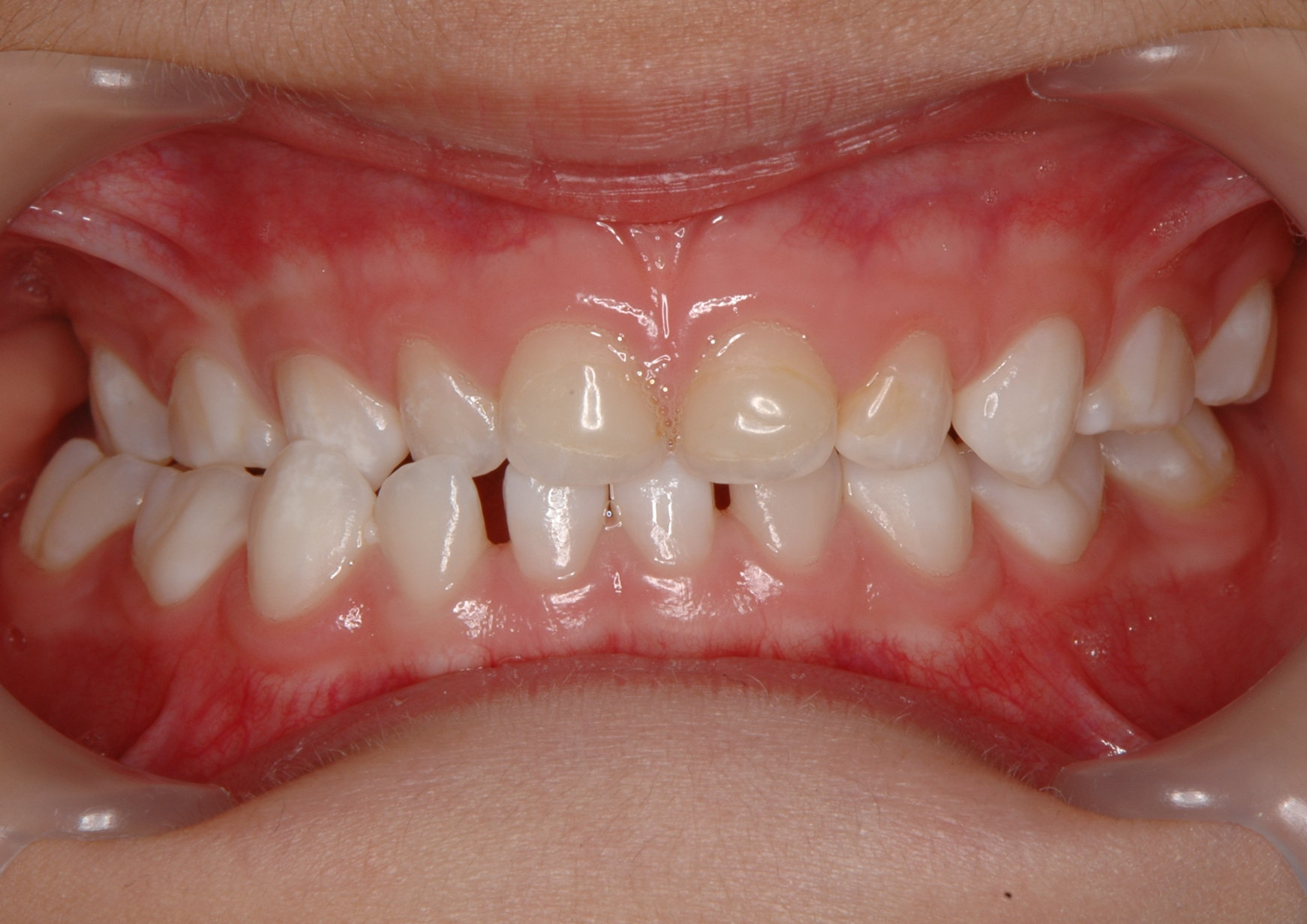
PFDS交叉咬合を発症した3歳児

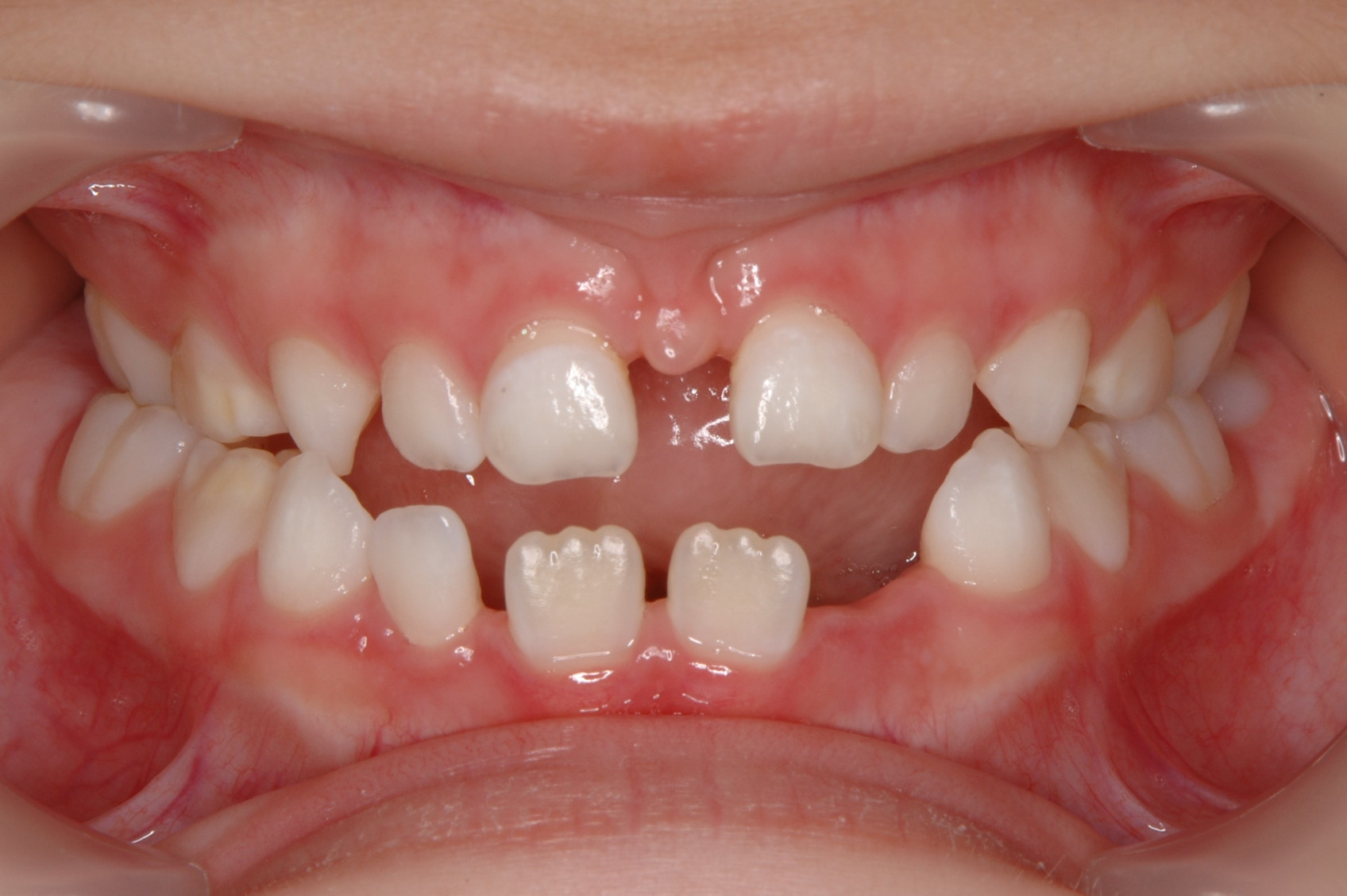
PFDS（開咬・交叉咬合・下顎前突・低位舌・小帯異常の合併症）

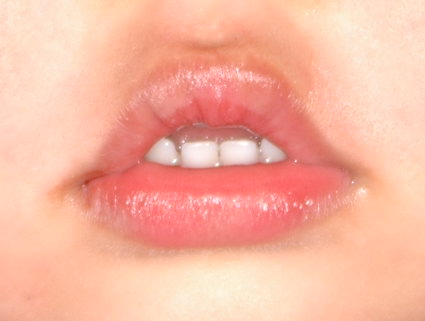
PFDS口唇変形を発症した3歳児

歯科医師は、歯列の不正を改善するために、歯列矯正治療を行う。この歯列矯正治療は、顎骨に植立している歯牙を移動して、歯列を改善する治療法であるが、歯牙を移動するために歯牙の植立している骨そのものを変形・移動させて治療しているのである。
通常、歯牙を強い力で短時間押しても移動するものではないが、微弱な力を長時間・長期間、歯牙に加えることによって、骨そのものを変形させ、歯牙を移動することを可能としている。その微弱な力として歯科医師が利用するものには、細い針金の弾力、ゴム・シリコンの弾力と伸縮力、ばねの伸縮力、口唇・舌の圧力、咬合力等が挙げられる。
また、歯牙が萠出するときは、わずかな力でその萠出方向を変えることが可能で、後戻りが少ないことや、成人の硬くなった顎よりも小児の柔らかい成長過程の顎の方が、歯牙の移動も早く矯正治療に向いているということは、広く知られている。
おしゃぶりの素材として、ラテックス・シリコーンゴムが使われているが、当然これらには歯列矯正治療で使用するラテックス・シリコーンゴムと同様の弾力・伸縮力がある。また新生児・乳幼児の顎は小児よりもさらに柔らかく、急激な成長過程の中にある。そのため、おしゃぶりの長時間使用によるゴム・シリコン等の弾力による矯正力は、新生児・乳幼児において劇的に作用し、急速に歯列・顎が変形する。
さらには、おしゃぶりにより口唇と舌の筋力バランスが崩壊するため、口唇・舌等軟組織は偏位・変形し、また低位舌・異常嚥下癖等の悪習癖の獲得が起こり、成長ベクトルが変化してしまうのである。
通常、舌の正しいポジションは、舌尖が上顎前歯のすぐ後ろに位置し、唾液を嚥下するたびに口蓋に密着する。舌の安静時圧と嚥下時圧は上顎骨と歯牙を前方・側方に押して上顎骨の成長を促している。一方、低位舌は舌尖の位置が低く、嚥下時に下顎前歯を裏側から押している状態である。
本来、上顎骨の成長を助けるべき舌が上顎骨を前方・側方に押さないため、舌圧不足により上顎骨は成長不全・劣成長となり、上顎歯列弓が狭窄し、反対咬合となる。さらに、本来嚥下時に舌が押してはいけない下顎骨と下顎の歯牙を前方に押すため、過剰舌圧による下顎の過成長が起こり、下顎前突がさらに顕著となるのである。
このように、おしゃぶりの使用を中止した後も、低位舌・異常嚥下癖等により、乳幼児の成長ベクトルが変化してしまい、さらに症状が悪化し、治療を困難にするのである。乳歯列期の下顎前突が、永久歯列期も下顎前突になる率は93.6%、乳歯列期の交叉咬合が、永久歯列期も交叉咬合になる率は、ほぼ100%である。

### PFDSメカニズム
1. おしゃぶりの素材となっているラテックスやシリコーンゴムの弾力が、一種の矯正力として働き、骨の柔らかい小児の歯列と顎骨を急速に変形し、開咬・交叉咬合・口唇変形の顎顔面変形を引き起こす。また開咬のため口唇が閉じなくなり、口呼吸になる。
2. おしゃぶりの長期使用が、舌の位置を低位に誘導・定着させるため、舌圧不足による上顎骨の劣成長と過剰舌圧による下顎骨の過成長を引き起こす。その上下顎骨の不調和成長が、上顎歯列弓と下顎歯列弓との対合関係を崩壊し、交叉咬合・下顎前突の不正咬合を引き起こす。
3. おしゃぶりを中止したのちも、低位舌・異常嚥下癖等により変化した成長ベクトルが、年月と共に下顎前突・交叉咬合の重篤な顎顔面変形をさらに悪化させ、治療を困難にする。

## 治療
乳歯列期の不正咬合・顎骨変形は、経過観察が一般的である。重篤な開咬症例も経過観察をすると改善することが多い。しかし、わずかな開咬が、数年経過しても改善しないケースが相当あるのも事実である。特に、低位舌や舌突出癖など悪習癖が定着している場合には、症状がなかなか改善せず、年月と共にさらに悪化するケースもある。
そのため、低位舌などの機能面を改善することを目的とした下顎前突や交叉咬合に対する機能的矯正を、乳歯列期に行うことは有効であると考えられている。近年、低位舌・下顎前突などを改善する有望な機能的矯正装置が開発され紹介された（ムーシールド矯正装置）。
混合歯列期まで、歯列変形・顎骨変形が継続する場合は、当然一般的な矯正治療の適用となる。骨格性の変形を引き起こしているケースが多いので、将来的には手術の必要性をも視野に入れての矯正治療となる。しかし、たとえ将来、矯正・手術を適用したとしても、下顎前突・交叉咬合の重篤な顎顔面変形は、本来成長すべきであった美しい個性的な顔貌に戻すことはおよそできない。
そして、もっとも楽しく過ごすことができなければならない少年少女時代を、歯科矯正治療という精神的・経済的・時間的負担の大きい治療に費やさなければならないのは、本人にとっても、家族にとっても、大変な損失といえよう。

## 日本におけるPFDS
いわゆる「おしゃぶり訴訟」を契機として、おしゃぶり誘発性の歯列や顎、顔面の変形が広く知られるようになった。おしゃぶり訴訟和解を受けて、コンビ社（NUK）（teteo）がおしゃぶりのパッケージやウェブ上に注意記載を行い、また、他のメーカー（ピジョン等）もこれに追随し、商品に注意記載をするようになった。
コンビは、平成4年8月にMAPA社（ドイツ）からNUKブランドの販売権を獲得し、その後おしゃぶりや哺乳瓶等を販売してきたが、MAPA社とのNUKブランド販売権が平成22年3月31日契約終了に伴い、NUKブランドの製造販売を中止し、新たに「teteo」ブランドを誕生させた。
この「teteo」は、東京歯科大学小児歯科学教室のおしゃぶり研究者等も研究開発に加わり、おしゃぶりが子供の歯や顎等に与える影響について、情報収集や調査・研究に努め、より安全性の高い製品を提供することができるよう、製品の改良や適切な使用表示・情報提供の実現を目指して、新たに誕生した。また、コンビと東京歯科大学小児歯科学教室は共同で、哺乳期からの口腔発育について研究するために、新しく「プライマリーオーラルケア研究会」を発足させた。
全国の乳幼児に広がる、おしゃぶりによる健康被害を重くみた厚生労働省は、日本医師会・日本歯科医師会・日本産婦人科学会・日本産婦人科医会・日本小児科学会・日本小児科医会、関係諸団体の了承のもと、平成19年度の母子健康手帳より「おしゃぶりの長期間の使用によるかみ合わせへの影響について」の記述を新規追加して、改正することにした。
おしゃぶりの早めの使用中止・注意や相談を呼びかけるなど、異例に早い対応を示した。また、全国の保健所・病院・診療所での乳幼児健診の際には、母子手帳の記載に基づき、おしゃぶり使用の注意が徹底されるようになった。浩宮徳仁親王の誕生に際し発給されたことでも知られる母子手帳は、日本独自に発展したものであったが、現在インドネシア・メキシコ・パレスチナに普及。JICAでは、今後アフリカ諸国にも普及を目指している。母子手帳改正の影響は、日本だけに留まらず、今後は新興国等、世界各国に広まることになる。

### 経済産業省の対応（消費生活用製品安全法改正）
重大製品事故が相次ぐ中、事態を重くみた経済産業省は、「おしゃぶり誘発性の歯列、顎、顔の変形症」についても以下のように詳細に回答。
- （回答1）「政令で定める身体の障害」として「そしゃく機能の障害」を規定しており、「おしゃぶりによる歯列や顎の変形」は省令で定める「身体の障害」に該当するものと考えております。
- （回答2）傷害の治療に30日以上を要する場合や、「おしゃぶり誘発性の歯列、顎、顔の変形」が咀嚼機能の著しい障害に該当する場合は重大製品事故の対象となります。
- （回答3）おしゃぶりの使用によって、著しい咬合異常があるために歯科矯正治療等を必要とする状態で「咀嚼機能の著しい障害」と判断される場合など、明示的に用語として掲げられていなくても、本条に掲げられた項目に該当する障害は重大製品事故の対象となります。

経済産業省は以上のように、おしゃぶりによる「歯列や顎の変形」を、省令で定める「身体の障害」、政令で定める「治療・治癒に30日以上要するもの」に該当するものとし、販売メーカーに「重大製品事故」として、事故発生を知った日から10日以内に経済産業省への報告を義務付けた（消費生活用製品安全法）。

### 公正取引委員会の対応
おしゃぶりによる健康被害が全国的に広がるなか、公正取引委員会は「不当景品類及び不当表示防止法」に基づき、おしゃぶりのパッケージやおしゃぶり販売メーカーホームページ上の医学的根拠のない不当表示等について、当該表示の裏付けとなる合理的な根拠を示す資料のないものについては、おしゃぶり販売メーカー（コンビ・ピジョン等）に対して厳重注意をした。処分については、訴訟中ということも考慮して、自主的改善を促し、処分留保とした。